# Behälterschauglas
Ein Behälterschauglas ist ein Typ von Schauglas, meist bestehend aus einer Glasscheibe aus Borosilikatglas, die zusammen mit Flachdichtungen in Stahlflanschen eingefasst ist.
Verbreitete Bauformen von Behälterschaugläsern basieren auf den Normen DIN 28120 für eingeschweißte Schaugläser, bzw. DIN 28121 für aufgeschraubte Fassungen.

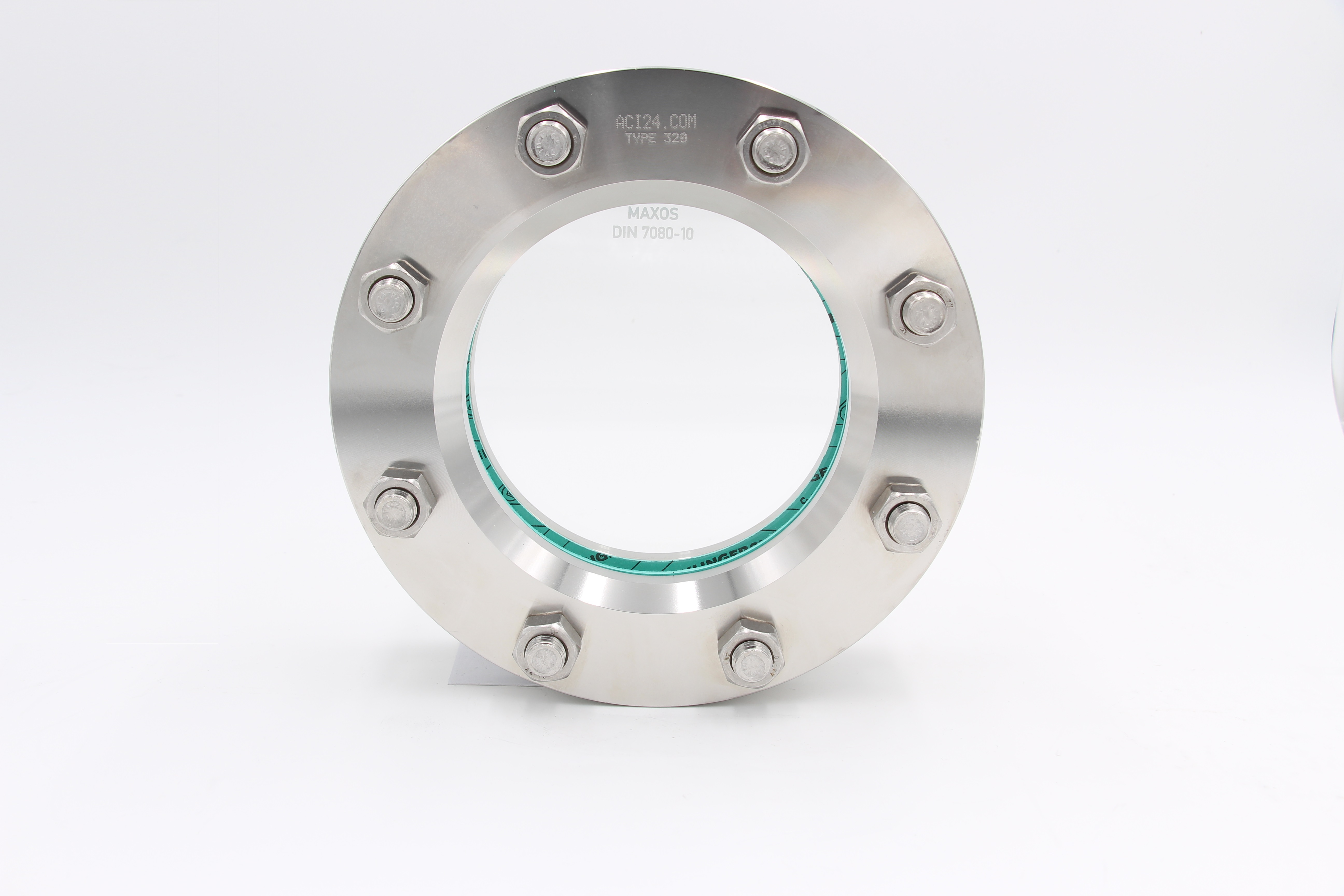
Behälterschauglas ACI Typ 320 nach DIN 28120

Basierend auf den Festlegungen dieser Normen sind weitere Bauformen für unterschiedliche Anwendungsbereiche ebenfalls am Markt etabliert.
Weitere Bauformen von Behälterschaugläsern Runde Schraubschauglas-Armaturen ähnlich DIN 11851

## Schauglasarmaturen gemäß DIN 28120
Bei Schauglasarmaturen gemäß DIN 28120 wird die verwendete Glasplatte zusammen mit der medienseitigen Dichtung in einer Vertiefung des bereits eingeschweißten Grundflansches platziert und von der Außenseite durch einen mit einem Schutzpolster versehenen Gegenflansch fixiert. Ein Austausch der Glasplatte ist bei dieser Bauform mit relativ geringem Aufwand möglich.
Üblicherweise sind derartige Armaturen bis zu einer Betriebstemperatur von 280 °C zugelassen, diese zulässige Temperatur kann aber durch Einsatz einer Schutzschicht aus Glimmer auf 300 °C erhöht werden. Diese Schutzschicht erhöht auch die Lebensdauer des Glases bei aggressiven Medien.

## Schauglasarmaturen gemäß DIN 28121

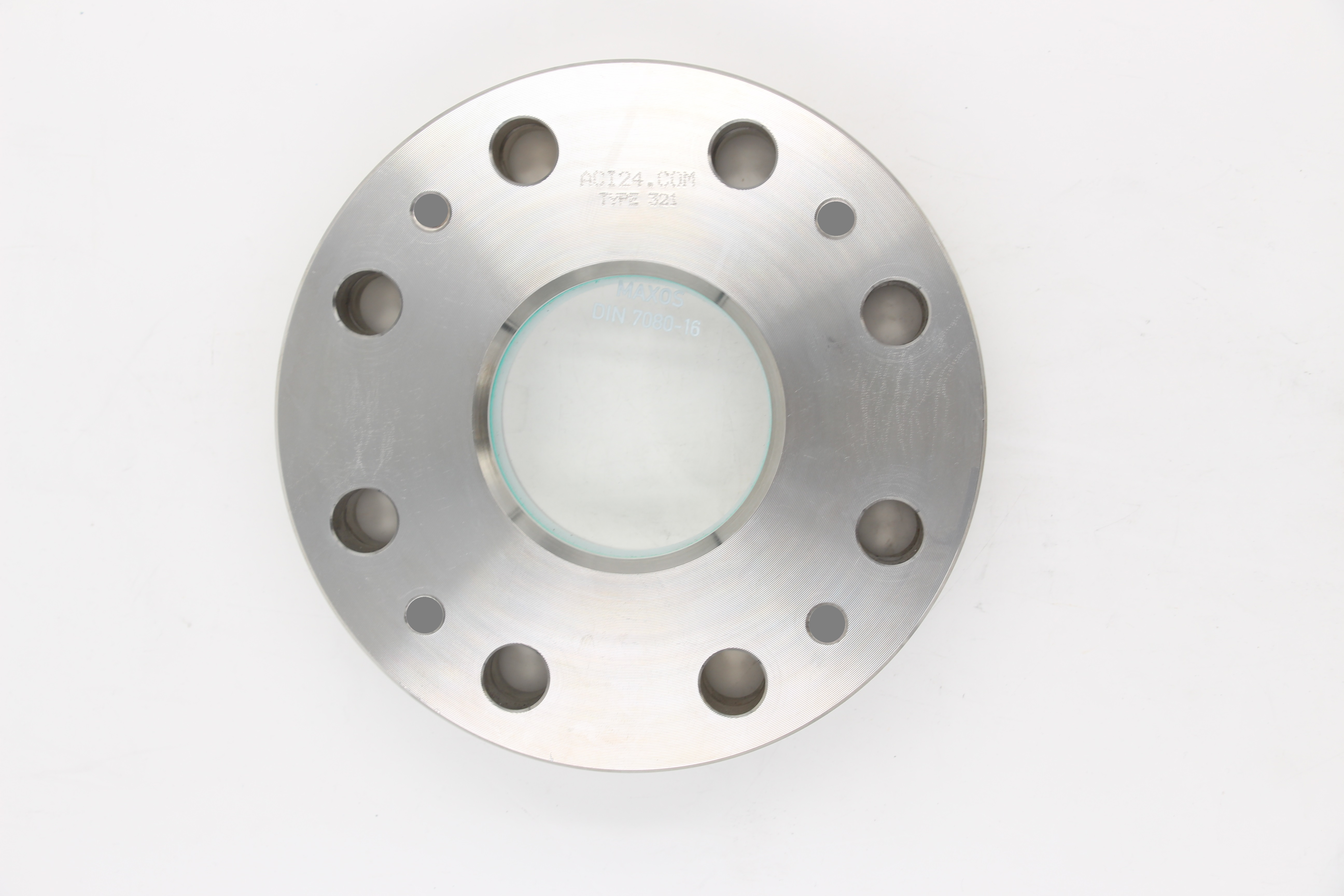
Behälterschauglas ACI Typ 321 nach DIN 28121

Bei einer Armatur gemäß DIN 28121 geschieht die Abdichtung anders als bei DIN 28120 durch einen Kraftnebenschluss. Hierbei werden die Stahlflansche der Armatur durch Vorspannschrauben bis zum Kontakt zusammengezogen, wodurch eine meist PTFE-umhüllte Weichststoffdichtung definiert verformt wird. Hierdurch ergibt sich eine zuverlässige Abdichtung der Armatur. Bei Beschädigung wird hier üblicherweise die gesamte Armatur ausgetauscht. Sollen Komponenten wie Dichtungen oder Glas gewechselt werden, wird dies durch den Hersteller durchgeführt.